# Wybory parlamentarne w Hiszpanii w listopadzie 2019 roku
Wybory parlamentarne w Hiszpanii w listopadzie 2019 roku – przedterminowe wybory do Kongresu Deputowanych i Senatu, które odbyły się 10 listopada. 34,8 mln obywateli było uprawnionych do głosowania. Wybrali oni 350 posłów do Kongresu Deputowanych XIV kadencji i 208 z 266 senatorów.
Ostatnie wybory parlamentarne odbyły się 28 kwietnia tego samego roku. Sukces w nich odniosła rządząca Hiszpańska Socjalistyczna Partia Robotnicza (PSOE), lecz nie zdobyła większości parlamentarnej. Negocjacje rządowe rozpoczęły się natychmiast po wyborach. Brak porozumienia między partiami politycznymi spowodował, że parlament, w dwóch głosowaniach w lipcu, odrzucił kandydaturę obecnego premiera Pedro Sáncheza. 17 września król Filip VI nie wyznaczył nowego kandydata na premiera z powodu braku porozumienia międzypartyjnego. 23 września, dwa miesiące po głosowaniu nad wotum zaufania dla rządu, król, na podstawie artykułu 99.5 konstytucji, rozwiązał Kortezy i zarządził nowe wybory na 10 listopada. Nastąpiło to w mocy dekretu z dnia 24 września.

## Stan posiadania grup parlamentarnych w momencie rozwiązania parlamentu
| Kongres Deputowanych | Kongres Deputowanych                             | Kongres Deputowanych |
| Grupy parlamentarne  | Grupy parlamentarne                              | Posłowie             |
| -------------------- | ------------------------------------------------ | -------------------- |
|                      | Grupa Socjalistów (PSOE)                         | 123                  |
|                      | Grupa Ludowców w Kongresie (PP)                  | 66                   |
|                      | Grupa Obywateli (Ciudadanos)                     | 57                   |
|                      | Konfederacyjna Grupa UP-ECP-GeC (Unidas Podemos) | 42                   |
|                      | Grupa Vox                                        | 24                   |
|                      | Grupa Republikańska (ERC)                        | 14                   |
|                      | Baskijska Grupa PNV                              | 6                    |
|                      | Grupa mieszana                                   | 18                   |
| Suma                 | Suma                                             | 350                  |

| Senat               | Senat                                 | Senat       |
| Grupy parlamentarne | Grupy parlamentarne                   | Senatorowie |
| ------------------- | ------------------------------------- | ----------- |
|                     | Grupa Socjalistów (PSOE)              | 139         |
|                     | Grupa Ludowców w Senacie (PP)         | 69          |
|                     | Grupa Republikańskiej Lewicy-EH Bildu | 14          |
|                     | Grupa Obywateli (Ciudadanos)          | 13          |
|                     | Baskijska Grupa PNV w Senacie         | 9           |
|                     | Grupa Nacjonalistów w Senacie         | 6           |
|                     | Grupa Konfederacyjnej Lewicy          | 6           |
|                     | Grupa mieszana                        | 6           |
|                     | Wakaty                                | 3           |
| Suma                | Suma                                  | 265         |

## Główne partie lub koalicje biorące udział w wyborach
| Partia lub koalicja | Partia lub koalicja         | Partie na liście | Kandydat na premiera | Kandydat na premiera    | Ideologia                                                                    | Poprzedni wynik     | Poprzedni wynik |
| Partia lub koalicja | Partia lub koalicja         | Partie na liście | Kandydat na premiera | Kandydat na premiera    | Ideologia                                                                    | Głosy (%)           | Mandaty         |
| ------------------- | --------------------------- | --- | -------------------- | ----------------------- | ---------------------------------------------------------------------------- | ------------------- | --------------- |
|                     | PSOE                        | Hiszpańska Socjalistyczna Partia Robotnicza (PSOE) Partia Socjalistów Katalonii (PSC)                                               |                      | Pedro Sánchez (premier) | Socjaldemokracja                                                             | 28.7%               | 123/350 123/208 |
|                     | PP                          | Partia Ludowa (PP) Foro Asturias (FAC)                                                                                              |                      | Pablo Casado            | Konserwatyzm Chrześcijańska demokracja                                       | 16.7%               | 66/350 54/208   |
|                     | Ciudadanos                  | Obywatele – Partia Obywatelska (Cs) Związek, Postęp, Demokracja (UPyD)                                                              |                      | Albert Rivera           | Liberalizm                                                                   | 15.9%               | 57/350 4/208    |
|                     | Unidas Podemos              | Podemos Zjednoczona Lewica (IU) Batzarre (Nawarra) Alto Aragón en Común (Aragonia) Catalunya en Comú–Podem (ECP) En Común (Galicja) |                      | Pablo Iglesias          | Lewicowy populizm Socjalizm demokratyczny                                    | 14.3%               | 42/350 0/208    |
|                     | Vox                         | Vox |                      | Santiago Abascal        | Prawicowy populizm Nacjonalizm Neoliberalizm                                 | 10.3%               | 24/350 0/208    |
|                     | ERC–Sobiranistes            | Republikańska Lewica Katalonii (ERC) Suwerenni (Sobiranistes) Republikańska Lewica Kraju Walencji (ERPV)                            |                      | Gabriel Rufián          | Dążenie do niepodległości Katalonii Socjaldemokracja Socjalizm demokratyczny | 3.9%                | 15/350 11/208   |
|                     | JxCat–Junts                 | Europejska Partia Demokratyczna Katalonii (PDeCAT) Wezwanie Narodowe na rzecz Niepodległości (CNxR)                                 |                      | Laura Borràs            | Dążenie do niepodległości Katalonii Liberalizm                               | 1.9%                | 7/350 2/208     |
|                     | EAJ-PNV                     | EAJ-PNV |                      | Aitor Esteban           | Baskijski nacjonalizm Chrześcijańska demokracja Konserwatywny liberalizm     | 1.5%                | 6/350 9/208     |
|                     | EH Bildu                    | EH Bildu |                      | Oskar Matute            | Dążenie do niepodległości Kraju Basków Socjalizm                             | 1.0%                | 4/350 1/208     |
|                     | CCa–NCa–PNC                 | Koalicja Kanaryjska (CCa) Nuevas Canarias (NCa) Kanaryjska Partia Nacjonalistyczna (PNC) Niezależna Grupa Herreńska (AHI)           |                      | Ana Oramas              | Regionalizm Kanaryjski nacjonalizm Centryzm                                  | CCa: 0.5% NCa: 0.1% | 2/350 0/208     |
|                     | Navarra Suma                | Unia Ludowa Nawarry (UPN) Partia Ludowa (PP) Obywatele – Partia Obywatelska (Cs)                                                    |                      | Sergio Sayas            | Regionalizm Konserwatyzm                                                     | 0.4%                | 2/350 3/208     |
|                     | Regionalna Partia Kantabrii | Regionalna Partia Kantabrii |                      | José María Mazón        | Regionalizm Progresywizm Populizm                                            | 0.2%                | 1/350 0/208     |
|                     | Socjalistyczna Grupa Gomery | Socjalistyczna Grupa Gomery |                      | Yaiza Castilla          | Socjaldemokracja Insularyzm                                                  | –                   | – 1/208         |
|                     | Więcej Kraju                | Więcej Kraju (Más País) Equo Chunta Aragonesista (CHA) Więcej Kompromisu (Més Compromís)                                            |                      | Íñigo Errejón           | Demokracja bezpośrednia Progresywizm Zielona polityka                        | Nowa partia         | Nowa partia     |

## Kampania wyborcza

### Hasła wyborcze
| Partia lub koalicja | Partia lub koalicja | Oryginalny slogan                             | Polskie tłumaczenie                           |
| ------------------- | ------------------- | --------------------------------------------- | --------------------------------------------- |
|                     | PSOE                | « Ahora Gobierno. Ahora España » « Ahora sí » | „Teraz rząd. Teraz Hiszpania.” „Teraz na tak” |
|                     | PP                  | « Por todo lo que nos une »                   | „Po to wszystko, co nas jednoczy”             |
|                     | Cs                  | « España en marcha »                          | „Hiszpania w toku”                            |
|                     | Unidas Podemos      | « Un Gobierno contigo »                       | „Rząd jest z Tobą”                            |
|                     | Vox                 | « España siempre »                            | „Zawsze Hiszpania”                            |
|                     | ERC–Sobiranistes    | « Tornarem més forts »                        | „Powrócimy silniejsi”                         |
|                     | JxCat–Junts         | « Per la independència, ni un vot enrere »    | „Za niepodległością, nie za tym, co było”     |
|                     | EAJ/PNV             | « Hemen, EAJ-PNV »                            | „Tutaj, EAJ/PNV”                              |
|                     | EH Bildu            | « Erabaki Baietz! »                           | "Zdecyduj na tak!”                            |
|                     | Más País            | « Desbloquear, avanzar, Más País »            | „Odblokujmy, uczyńmy postęp, Więcej Kraju”    |

### Debaty przedwyborcze
| Data        | Organizator | Prowadzący                | Przedstawiciele komitetów wyborczych | Przedstawiciele komitetów wyborczych | Przedstawiciele komitetów wyborczych | Przedstawiciele komitetów wyborczych | Przedstawiciele komitetów wyborczych | Przedstawiciele komitetów wyborczych | Przedstawiciele komitetów wyborczych | Oglądalność | Przypisy      |
| Data        | Organizator | Prowadzący                | PSOE                                 | PP                                   | Cs                                   | UP                                   | Vox                                  | ERC                                  | PNV                                  | Oglądalność | Przypisy      |
| ----------- | ----------- | ------------------------- | ------------------------------------ | ------------------------------------ | ------------------------------------ | ------------------------------------ | ------------------------------------ | ------------------------------------ | ------------------------------------ | ----------- | ------------- |
| Data        | Organizator | Prowadzący                |                                      |                                      |                                      |                                      |                                      |                                      |                                      | Oglądalność | Przypisy      |
| 1 listopada | RTVE        | Xabier Fortes             | A. Lastra                            | C. A. de Toledo                      | I. Arrimadas                         | I. Montero                           | I. Espinosa de los Monteros          | G. Rufián                            | A. Esteban                           | 2,468,000   | [ 6 ] [ 7 ]   |
| 4 listopada | Academia TV | Ana Blanco Vicente Vallés | P. Sánchez                           | P. Casado                            | A. Rivera                            | P. Iglesias                          | S. Abascal                           | niezaproszeni                        | niezaproszeni                        | 8,621,000   | [ 8 ] [ 9 ]   |
| 7 listopada | laSexta     | Ana Pastor                | M.J. Montero                         | A. Pastor                            | I. Arrimadas                         | I. Montero                           | R. Monasterio                        | niezaproszeni                        | niezaproszeni                        | 3,133,000   | [ 10 ] [ 11 ] |

|  | lider lub kandydat na premiera |
|  | inny przedstawiciel            |

## Wyniki i frekwencja

### Frekwencja
| Wspólnota autonomiczna                                      | 14:00  | 18:00  | Ostateczna |
| ----------------------------------------------------------- | ------ | ------ | ---------- |
| Andaluzja                                                   | 35.81% | 54.85% | 68.25%     |
| Aragonia                                                    | 41.18% | 57.92% | 71.5%      |
| Asturia                                                     | 34.42% | 53.5%  | 65.48%     |
| Baleary                                                     | 30.95% | 47.4%  | 58.71%     |
| Ceuta (miasto autonomiczne)                                 | 27.27% | 43.77% | 56.16%     |
| Estremadura                                                 | 37.17% | 54.41% | 69.12%     |
| Galicja                                                     | 31.98% | 53.26% | 66.62%     |
| Kantabria                                                   | 39.12% | 59.28% | 70.83%     |
| Kastylia-La Mancha                                          | 38.07% | 57.44% | 71.36%     |
| Kastylia i León                                             | 37.29% | 56.71% | 71.37%     |
| Katalonia                                                   | 40.59% | 59.88% | 72.17%     |
| Kraj Basków                                                 | 40.18% | 57.6%  | 68.91%     |
| La Rioja                                                    | 40.42% | 57.45% | 71.27%     |
| Madryt                                                      | 41.01% | 61.52% | 74.54%     |
| Melilla (miasto autonomiczne)                               | 24.61% | 38.98% | 57.12%     |
| Murcja                                                      | 39.01% | 57.88% | 69.99%     |
| Nawarra                                                     | 39.38% | 56.46% | 69.21%     |
| Walencja                                                    | 42.51% | 59.97% | 71.74%     |
| Wyspy Kanaryjskie                                           | 27.08% | 44.36% | 60.46%     |
| W całym kraju                                               | 37.93% | 56.86% | 69.87%     |
| Źródło: Avances de participación – Elecciones generales 10N |        |        |            |

### Kongres Deputowanych
|                                                              |                                                             |               |               |               |         |         |
| Partie i koalicje                                            | Partie i koalicje                                           | Liczba głosów | Liczba głosów | Liczba głosów | Mandaty | Mandaty |
| Partie i koalicje                                            | Partie i koalicje                                           | Głosy         | %             | ±pp           | Suma    | +/−     |
|                                                              | Hiszpańska Socjalistyczna Partia Robotnicza (PSOE)          | 6,752,983     | 28.00         | –0.67         | 120     | –3      |
|                                                              | Partia Ludowa (PP)                                          | 5,019,869     | 20.82         | +4.13         | 89      | +23     |
|                                                              | Vox                                                         | 3,640,063     | 15.09         | +4.83         | 52      | +28     |
|                                                              | Unidas Podemos                                              | 3,097,185     | 12.84         | –1.48         | 35      | –7      |
| Unidas Podemos (Podemos–IU)                                  | 2,364,192                                                   | 9.80          | –1.26         | 26            | –7      |         |
| En Comú Podem (ECP–Guanyem el Canvi)                         | 546,733                                                     | 2.27          | –0.08         | 7             | ±0      |         |
| En Común (Podemos+EU (Galicja))                              | 186,260                                                     | 0.77          | –0.14         | 2             | ±0      |         |
|                                                              | Obywatele – Partia Obywatelska (Cs)                         | 1,637,540     | 6.79          | –9.07         | 10      | –47     |
|                                                              | Republikańska Lewica Katalonii–Suwerenni (ERC–Sobiranistes) | 875,750       | 3.63          | –0.28         | 13      | –2      |
| Republikańska Lewica Katalonii–Suwerenni (ERC–Sobiranistes)  | 869,934                                                     | 3.61          | –0.28         | 13            | –2      |         |
| Republikańska Lewica Kraju Walencji (ERPV)                   | 5,816                                                       | 0.02          | ±0.00         | 0             | ±0      |         |
|                                                              | Więcej Kraju (Más País)                                     | 577,055       | 2.39          | nb            | 3       | +2      |
| Więcej Kraju–Equo (Más País–Equo)                            | 326,666                                                     | 1.35          | nb            | 2             | +2      |         |
| Więcej Kompromisu (Més Compromís)                            | 175,092                                                     | 0.73          | +0.07         | 1             | ±0      |         |
| Więcej Kraju (Más País)                                      | 52,308                                                      | 0.22          | nb            | 0             | ±0      |         |
| Więcej Kraju–Rada Aragońska–Equo (Más País–CHA–Equo)         | 22,989                                                      | 0.10          | nb            | 0             | ±0      |         |
|                                                              | Razem dla Katalonii–Razem (JxCat–Junts)                     | 527,375       | 2.19          | +0.28         | 8       | +1      |
|                                                              | Nacjonalistyczna Partia Basków (EAJ/PNV)                    | 377,423       | 1.57          | +0.06         | 6       | ±0      |
|                                                              | Euskal Herria Bildu (EH Bildu)                              | 276,519       | 1.15          | +0.16         | 5       | +1      |
|                                                              | Kandydatura Jedności Ludowej–Na rzecz Rozłamu (CUP–PR)      | 244,754       | 1.01          | nb            | 2       | +2      |
|                                                              | Koalicja Kanaryjska–Nowe Wyspy Kanaryjskie (CCa–PNC–NCa)1   | 123,981       | 0.51          | –0.02         | 2       | ±0      |
|                                                              | Galicyjski Blok Nacjonalistyczny (BNG)                      | 119,597       | 0.50          | +0.14         | 1       | +1      |
|                                                              | Navarra Suma (NA+)                                          | 98,448        | 0.41          | ±0.00         | 2       | ±0      |
|                                                              | Regionalna Partia Kantabrii (PRC)                           | 68,580        | 0.28          | +0.08         | 1       | ±0      |
|                                                              | Teruel Istnieje (¡Teruel Existe!)                           | 19,696        | 0.08          | nb            | 1       | +1      |
|                                                              | Pozostałe partie lub koalicje                               | 442,925       | 1.80          | +0.54         | 0       | ±0      |
| Głosy puste                                                  | Głosy puste                                                 | 216,515       | 0.90          | +0.14         |         |         |
|                                                              |                                                             |               |               |               |         |         |
| Suma                                                         | Suma                                                        | 24,116,352    |               |               | 350     | ±0      |
|                                                              |                                                             |               |               |               |         |         |
| Głosy ważne                                                  | Głosy ważne                                                 | 24,116,352    | 98.98         | +0.03         |         |         |
| Głosy nieważne                                               | Głosy nieważne                                              | 249,499       | 1.02          | –0.03         |         |         |
| Frekwencja                                                   | Frekwencja                                                  | 24,365,851    | 69.87         | –5,88         |         |         |
| Absencja                                                     | Absencja                                                    | 10,506,203    | 30.13         | +5,88         |         |         |
| Uprawnieni do głosowania                                     | Uprawnieni do głosowania                                    | 34,870,481    |               |               |         |         |
|                                                              |                                                             |               |               |               |         |         |
| Źródło: Total nacional – Congreso – Elecciones generales 10N |                                                             |               |               |               |         |         |

### Senat
|                                                           |                                                               |                           |                           |                                       |      |
| Partie i koalicje                                         | Partie i koalicje                                             | Wybrani w sp. bezpośredni | Wybrani w sp. bezpośredni | Wybrani przez parlamenty autonomiczne | Suma |
| Partie i koalicje                                         | Partie i koalicje                                             | Mandaty                   | +/−                       | Wybrani przez parlamenty autonomiczne | Suma |
|                                                           | Hiszpańska Socjalistyczna Partia Robotnicza (PSOE)            | 93                        | –30                       | 18                                    | 111  |
| Hiszpańska Socjalistyczna Partia Robotnicza (PSOE)        | 91                                                            | –29                       | 17                        | 107                                   |      |
| Partia Socjalistów Katalonii (PSC)                        | 2                                                             | –1                        | 1                         | 3                                     |      |
|                                                           | Partia Ludowa (PP)                                            | 83                        | +29                       | 14                                    | 97   |
|                                                           | Republikańska Lewica Katalonii – Suwerenni (ERC–Sobiranistes) | 11                        | ±0                        | 2                                     | 13   |
|                                                           | Nacjonalistyczna Partia Basków (EAJ/PNV)                      | 9                         | ±0                        | 1                                     | 10   |
|                                                           | Obywatele – Partia Obywatelska (Cs)                           | 0                         | –4                        | 8                                     | 8    |
|                                                           | Konfederacyjna Lewica (Izquierda Confederal)                  | 0                         | ±0                        | 6                                     | 6    |
| Adelante Andalucía (AA)                                   | 0                                                             | ±0                        | 1                         | 1                                     |      |
| Koalicja Kompromis (Compromís)                            | 0                                                             | ±0                        | 1                         | 1                                     |      |
| Grupo Común da Esquerda                                   | 0                                                             | ±0                        | 1                         | 1                                     |      |
| Więcej dla Majorki (Més)                                  | 0                                                             | ±0                        | 1                         | 1                                     |      |
| Catalunya en Comú (CatComú)                               | 0                                                             | ±0                        | 1                         | 1                                     |      |
| Więcej Madrytu (Más Madrid)                               | 0                                                             | ±0                        | 1                         | 1                                     |      |
|                                                           | Razem dla Katalonii–Razem (JxCat–Junts)                       | 3                         | +1                        | 2                                     | 5    |
|                                                           | Vox                                                           | 2                         | +2                        | 1                                     | 3    |
|                                                           | Navarra Suma (NA+)                                            | 3                         | ±0                        | 0                                     | 3    |
| Unia Ludowa Nawarry (UPN)                                 | 1                                                             | ±0                        | 0                         | 1                                     |      |
| Partia Ludowa (PP)                                        | 1                                                             | ±0                        | 0                         | 1                                     |      |
| Obywatele – Partia Obywatelska (Cs)                       | 1                                                             | ±0                        | 0                         | 1                                     |      |
|                                                           | Euskal Herria Bildu (EH Bildu)                                | 1                         | ±0                        | 1                                     | 2    |
|                                                           | Teruel Istnieje (¡Teruel Existe!)                             | 2                         | +2                        | 0                                     | 2    |
|                                                           | Koalicja Kanaryjska–Nowe Wyspy Kanaryjskie (CCa–PNC–NCa)      | 0                         | ±0                        | 1                                     | 1    |
|                                                           | Regionalna Partia Kantabrii (PRC)                             | 0                         | ±0                        | 1                                     | 1    |
|                                                           | Geroa Bai (GBai)                                              | 0                         | ±0                        | 1                                     | 1    |
|                                                           | Socjalistyczna Grupa Gomery (ASG)                             | 1                         | ±0                        | 0                                     | 1    |
|                                                           | Partia Aragońska (PAR)                                        | b.d                       | –                         | 1                                     | 1    |
|                                                           |                                                               |                           |                           |                                       |      |
| Suma                                                      | Suma                                                          | 208                       | ±0                        | 57                                    | 265  |
|                                                           |                                                               |                           |                           |                                       |      |
| Źródło:Total nacional – Senado – Elecciones Generales 10N |                                                               |                           |                           |                                       |      |

## Następstwo wyborów
Wybory zakończyły się kolejnym zwycięstwem Hiszpańskiej Socjalistycznej Partii Robotniczej (PSOE). Jednak partia straciła 3 mandaty w Kongresie i 30 w Senacie, co spowodowało utratę większości w izbie wyższej. Socjaliści wygrali w większości prowincji i w 10 na 17 wspólnot autonomicznych.
Dzień po wyborach, lider partii Obywatele Albert Rivera podał się do dymisji, zrezygnował z mandatu poselskiego i polityki. Jego partia straciła ponad 80% miejsc w Kongresie i jedną trzecią miejsc w Senacie. Ten sam gest, co Rivera, uczynił były szef grupy parlamentarnej Juan Carlos Girauta i kilku ważnych członków partyjnej egzekutywy. W marcu 2020 roku mają odbyć się wybory nowego szefa partii. Faworytką tych wyborów jest numer dwa w partii, szefowa grupy parlamentarnej w Kongresie, Ines Arrimadas, która wyraziła wolę startu.
Partia Ludowa odzyskała jedną trzecią miejsc w Kongresie i prawie połowę w Senacie straconych w wyniku wyborów z kwietnia. Ludowcy wygrali w 9 prowincjach i 3 wspólnotach autonomicznych. Prawicowo-nacjonalistyczna partia Vox zwiększyła swój stan posiadania o ponad połowę, dwójka kandydatów tej partii otrzymała miejsce w Senacie w wyborach bezpośrednich. Dodatkowo partia wygrała w Murcji i mieście autonomicznym Ceuta.
Do parlamentu weszły 4 nowe partie: Mas Pais stworzona przez byłego członka Podemos Íñigo Errejóna, Galicyjski Blok Nacjonalistyczny, którego przedstawiciel powrócił do Kongresu po 4 latach nieobecności, a także startujące po raz pierwszy w wyborach krajowych skrajnie lewicowa, proniepodległościowa Kandydatura Jedności Ludowej z Katalonii i ruch obywatelski Teruel Istnieje z Aragonii.
Zaraz po wyborach socjaliści wykluczyli wielką koalicję z PP jako wyjście z politycznego impasu. 12 listopada, liderzy PSOE i Unidas Podemos podpisali wstępną umowę koalicyjną. Jednak koalicja nie posiada większości w Kongresie i musi się porozumieć z ugrupowaniami regionalnymi i separatystycznymi. Gdyby taki rząd powstał, byłby to pierwszy rząd koalicyjny od śmierci generała Franco.
23 listopada, PSOE i jej siostrzana PSC z Katalonii przeprowadziły referendum, w którym członkowie tych partii zgodzili się na warunki umowy koalicyjnej z 12 listopada. To samo zrobili cztery dni później członkowie koalicji Unidas Podemos.
Na przełomie 2019 i 2020 roku. przedstawiciele PSOE porozumieli się z członkami partii regionalnych, m.in. Republikańskiej Lewicy Katalonii i baskijskiej partii Euskal Herria Bildu, której członkowie mają wstrzymać się od głosu w sprawie udzielenia wotum zaufania Pedro Sanchezowi. Te porozumienia zostały przyjęte przez członków egzekutyw obu partii. W proteście przeciwko porozumieniu z ERC i EH Bildu, Regionalna Partia Kantabrii poinformowała o zmianie decyzji i głosowaniu przeciw nowemu rządowi. Mimo tego, 7 stycznia 2020 roku, zwykłą większością w drugim głosowaniu Kongres Deputowanych udzielił wotum zaufania Pedro Sanchezowi. Nowy-stary premier złożył przysięgę przed królem następnego dnia.
| Kandydat na premiera | Data głosowania                                          | Głosy          |     |    |    |    |    |    |   | En Comú Podem (kataloński oddział Podemos) |   |   | Más País-Equo | Kandydatura Jedności Ludowej | En Común (galicyjski oddział Podemos) |   | Nueva Canarias |   | Koalicja Kompromis |   |   |   |   | Suma    |
| -------------------- | -------------------------------------------------------- | -------------- | --- | -- | -- | -- | -- | -- | - | ------------------------------------------ | - | - | ------------- | ---------------------------- | ------------------------------------- | - | -------------- | - | ------------------ | - | - | - | - | ------- |
| Pedro Sánchez        | 5 stycznia 2020 Potrzebna większość: Absolutna (176/350) | Za             | 120 |    |    | 26 |    |    |   | 6                                          | 6 |   | 2             |                              | 2                                     |   | 1              |   | 1                  | 1 |   | 1 |   | 166/350 |
| Pedro Sánchez        | 5 stycznia 2020 Potrzebna większość: Absolutna (176/350) | Przeciw        |     | 88 | 52 |    |    | 10 | 8 |                                            |   |   |               | 2                            |                                       | 1 |                | 2 |                    |   | 1 |   | 1 | 165/350 |
| Pedro Sánchez        | 5 stycznia 2020 Potrzebna większość: Absolutna (176/350) | Wstrzymało się |     |    |    |    | 13 |    |   |                                            |   | 5 |               |                              |                                       |   |                |   |                    |   |   |   |   | 18/350  |
| Pedro Sánchez        | 5 stycznia 2020 Potrzebna większość: Absolutna (176/350) | Nieobecni      |     |    |    |    |    |    |   | 1                                          |   |   |               |                              |                                       |   |                |   |                    |   |   |   |   | 1/350   |
| Pedro Sánchez        |                                                          |                |     |    |    |    |    |    |   |                                            |   |   |               |                              |                                       |   |                |   |                    |   |   |   |   |         |
| Pedro Sánchez        | 7 stycznia 2020 Potrzebna większość: Zwykła              | Za             | 120 |    |    | 26 |    |    |   | 7                                          | 6 |   | 2             |                              | 2                                     |   | 1              |   | 1                  | 1 |   | 1 |   | 167/350 |
| Pedro Sánchez        | 7 stycznia 2020 Potrzebna większość: Zwykła              | Przeciw        |     | 88 | 52 |    |    | 10 | 8 |                                            |   |   |               | 2                            |                                       | 1 |                | 2 |                    |   | 1 |   | 1 | 165/350 |
| Pedro Sánchez        | 7 stycznia 2020 Potrzebna większość: Zwykła              | Wstrzymało się |     |    |    |    | 13 |    |   |                                            |   | 5 |               |                              |                                       |   |                |   |                    |   |   |   |   | 18/350  |
| Źródło:              |                                                          |                |     |    |    |    |    |    |   |                                            |   |   |               |                              |                                       |   |                |   |                    |   |   |   |   |         |